# San Miguel Axoxuca
San Miguel Axoxuca es una localidad del estado mexicano de Guerrero. Es parte del municipio de Tlapa de Comonfort.

## Toponimia
El nombre «San Miguel» hace referencia al santo patrono de la localidad: Miguel Arcángel. El nombre «Axoxuca» proviene de los términos en náhuatl: atl, agua; oxouhqui, verde; co, lugar. Su significado es «lugar de agua verde».

## Demografía
| Gráfica de evolución demográfica |
|                                  |

| Censo | Población |
| ----- | --------- |
| 1900  | 301       |
| 1910  | 330       |
| 1921  | 551       |
| 1930  | 588       |
| 1940  | 690       |
| 1950  | 749       |
| 1960  | 852       |
| 1970  | 955       |
| 1980  | 984       |
| 1990  | 896       |
| 2000  | 1 200     |
| 2010  | 1 441     |
| 2020  | 1 637     |